# Nati il 23 aprile
| Questa pagina contiene informazioni ricavate automaticamente dalle voci biografiche con l'ausilio del template Bio e di un bot. L'aggiornamento è periodico e automatico e ricostruisce completamente la pagina. Se manca una persona in questa lista, sei pregato di non aggiungerla, ma accertati piuttosto che la sua voce biografica contenga il template Bio e che i dati anagrafici siano correttamente compilati. Se il template Bio manca, inseriscilo tu stesso o, in alternativa, metti l'avviso {{tmp\|Bio}} che ne segnala la mancanza. Se i dati riportati sono sbagliati, correggi direttamente la voce biografica; le modifiche saranno visibili in questa lista entro pochi giorni. Per chiarimenti vedi il progetto biografie. La lista contiene solo le 1.217 persone che sono citate nell'enciclopedia e per le quali è stato implementato correttamente il template Bio. Pagina aggiornata al 17 ago 2025. |

## XII secolo(1)
- 1185 - Alfonso II del Portogallo, sovrano († 1223)

## XIV secolo(2)
- 1336 - Olivier V de Clisson, generale francese († 1407)
- 1371 - Guglielmo II di Meißen, nobile tedesco († 1425)

## XV secolo(6)
- 1420 - Giorgio di Boemia, re († 1471)
- 1442 - Elena Paleologa, principessa bizantina († 1469)
- 1464 - Robert Fayrfax, compositore inglese († 1521)
- 1464 - Giovanna di Valois, monaca cristiana e santa francese († 1505)
- 1484 - Giulio Cesare Scaligero, umanista, filosofo e medico italiano († 1558)
- 1487 - Giorgio Macropedio, umanista e drammaturgo olandese († 1558)

## XVI secolo(11)
- 1509 - Alfonso d'Aviz, cardinale, arcivescovo cattolico e nobile portoghese († 1540)
- 1512 - Henry FitzAlan, XIX conte di Arundel, nobile inglese († 1580)
- 1522 - Caterina de' Ricci, religiosa italiana († 1590)
- 1532 - Anna Maria di Brunswick-Lüneburg, nobile († 1568)
- 1553 - Giorgio Centurione, politico e militare italiano († 1629)
- 1564 - William Shakespeare, drammaturgo e poeta inglese († 1616)
- 1571 - Leone Modena, rabbino italiano († 1648)
- 1576 - Giovanni Beatrice, brigante italiano († 1617)
- 1577 - Gaspard van den Bosch, arcivescovo cattolico belga († 1667)
- 1597 - Alvise Contarini, diplomatico italiano († 1651)
- 1598 - Maarten Tromp, ammiraglio olandese († 1653)

## XVII secolo(18)
- 1604 - Orazio Ricasoli Rucellai, letterato, filosofo e scienziato italiano († 1674)
- 1621 - William Penn, ammiraglio inglese († 1670)
- 1626 - Maurizio Enrico di Nassau-Hadamar, nobile tedesco († 1679)
- 1626 - Ernestina di Sayn-Wittgenstein-Hachenburg, nobile tedesco († 1661)
- 1629 - Jan Commelin, mercante e botanico olandese († 1690)
- 1654 - Antonio Egon di Fürstenberg, principe († 1716)
- 1658 - Luigi Ruzzini, vescovo cattolico italiano († 1708)
- 1668 - Francesco Fontana, architetto e ingegnere italiano († 1708)
- 1673 - Benigno da Cuneo, francescano italiano († 1744)
- 1675 - Charles Spencer, III conte di Sunderland, politico britannico († 1722)
- 1678 - Louis Bourguet, geologo e archeologo svizzero († 1742)
- 1680 - Anna Canalis di Cumiana, nobile italiana († 1769)
- 1680 - Richard Edgcumbe, politico inglese († 1758)
- 1682 - Giorgio Guzzetta, presbitero italiano († 1756)
- 1691 - René Hérault, politico, magistrato e nobile francese († 1740)
- 1691 - Johann Friedrich Weidler, matematico e fisico tedesco († 1755)
- 1697 - George Anson, ammiraglio britannico († 1762)
- 1700 - Francesco Maria Accinelli, storico, geografo e presbitero italiano († 1777)

## XVIII secolo(42)
- 1705 - Carlo Malinconico, pittore italiano
- 1708 - Friedrich von Hagedorn, poeta tedesco († 1754)
- 1712 - Devasahayam Pillai, ufficiale indiano († 1752)
- 1715 - Johann Friedrich Doles, compositore tedesco († 1797)
- 1720 - Gaon di Vilna, rabbino lituano († 1797)
- 1723 - Michel Chartier de Lotbinière, ingegnere e militare francese († 1798)
- 1723 - Hannah Snell, militare inglese († 1792)
- 1728 - Samuel Wallis, navigatore inglese († 1795)
- 1731 - George Anne Bellamy, attrice irlandese († 1788)
- 1736 - Marguerite Rutan, religiosa francese († 1794)
- 1736 - Julien de Parme, pittore svizzero († 1799)
- 1738 - Federico Augusto di Nassau-Usingen, duca († 1816)
- 1744 - Carlotta Amalia Guglielmina di Schleswig-Holstein-Sonderburg-Plön, principessa tedesca († 1770)
- 1748 - Félix Vicq d'Azyr, anatomista e medico francese († 1794)
- 1749 - Louis-Auguste Juvénal des Ursins d'Harville, nobile, militare e politico francese († 1815)
- 1751 - Gilbert Elliot-Murray-Kynynmound, I conte di Minto, politico, diplomatico e nobile britannico († 1814)
- 1751 - Johann Emanuel Joseph von Khevenhüller-Metsch, funzionario austriaco († 1847)
- 1753 - François Joseph Bouvet de Précourt, ammiraglio francese († 1832)
- 1756 - Jacques Nicolas Billaud-Varenne, scrittore, politico e avvocato francese († 1819)
- 1757 - Claus Schall, violinista, compositore e danzatore danese († 1835)
- 1758 - Alexander Cochrane, ammiraglio scozzese († 1832)
- 1758 - Vincenzo Sangermano, vescovo cattolico e missionario italiano († 1819)
- 1759 - Dominique-Georges-Frédéric Dufour de Pradt, arcivescovo cattolico e ambasciatore francese († 1837)
- 1761 - Nicolas Marie Songis des Courbons, militare francese († 1810)
- 1768 - José Álvarez Cubero, scultore spagnolo († 1827)
- 1768 - Friedrich Groos, filosofo e psichiatra tedesco († 1852)
- 1771 - Gerhard von Hosstrup, banchiere tedesco († 1851)
- 1774 - Alessandro Agucchi Legnani, politico italiano († 1853)
- 1775 - William Turner, pittore e incisore inglese († 1851)
- 1777 - Manuel Jorge Rodrigues, generale e politico portoghese († 1845)
- 1787 - Youssef Boutros Hobaish, arcivescovo cattolico e patriarca cattolico libanese († 1845)
- 1788 - Elisabetta Sanna, religiosa italiana († 1857)
- 1789 - Nicola Longo, medico e patriota italiano († 1877)
- 1789 - Antoine-François Varner, drammaturgo francese († 1854)
- 1791 - James Buchanan, politico statunitense († 1868)
- 1791 - José Jorge Loureiro, politico e militare portoghese († 1860)
- 1791 - Friedrich von Olivier, pittore tedesco († 1859)
- 1792 - John Thomas Romney Robinson, fisico, astronomo e meteorologo irlandese († 1882)
- 1797 - Giuseppe Ferlini, medico italiano († 1870)
- 1797 - Ernst Ferdinand Oehme, pittore tedesco († 1855)
- 1799 - Giuseppe Nicoletti, politico italiano († 1872)
- 1800 - Emilia di Schwarzburg-Sondershausen, principessa tedesca († 1867)

## XIX secolo(185)
- 1801 - Giuseppe Lamberti, patriota italiano († 1851)
- 1803 - Jules d'Anethan, politico belga († 1888)
- 1804 - Maria Taglioni, ballerina italiana († 1884)
- 1805 - Augustus Addison Gould, medico e zoologo statunitense († 1866)
- 1805 - Johann Karl Friedrich Rosenkranz, filosofo tedesco († 1879)
- 1806 - Wilhelm Wackernagel, filologo tedesco († 1869)
- 1807 - Luigi Palmieri, fisico e politico italiano († 1896)
- 1809 - Carlo d'Assia, principe († 1877)
- 1809 - Vladimir Petrovič Orlov-Davydov, politico e scrittore russo († 1882)
- 1810 - Eugène Belgrand, ingegnere francese († 1878)
- 1810 - Girolamo Calà Ulloa, generale, patriota e saggista italiano († 1891)
- 1812 - Frederick Whitaker, politico neozelandese († 1891)
- 1813 - Stephen A. Douglas, politico statunitense († 1861)
- 1813 - Emilia Giuliani, chitarrista e compositrice italiana († 1850)
- 1813 - Federico Ozanam, storico e giornalista francese († 1853)
- 1815 - Ludovic Lalanne, bibliotecario, bibliografo e paleografo francese († 1898)
- 1815 - Auguste Vallet de Viriville, archivista e storico francese († 1868)
- 1817 - Emerentiana Hausbacher, austriaca († 1904)
- 1819 - Edward Stafford, politico neozelandese († 1901)
- 1820 - James Sant, pittore inglese († 1916)
- 1821 - Marcelin Beaussier, militare e orientalista francese († 1873)
- 1821 - Pierre Dupont, poeta francese († 1870)
- 1821 - Giacomo Sangalli, medico e politico italiano († 1897)
- 1822 - Vincenzo Carbonelli, patriota e politico italiano († 1901)
- 1822 - Alfred Dehodencq, pittore francese († 1882)
- 1822 - Nikolaj Ivanovič Il'minskij, orientalista e missionario russo († 1891)
- 1822 - Charles de Coubertin, pittore e nobile francese († 1908)
- 1823 - Pierre-Charles Comte, pittore francese († 1895)
- 1825 - Emil Welti, politico e militare svizzero († 1899)
- 1827 - Johann Friedrich von Schulte, giurista, politico e docente tedesco († 1914)
- 1828 - Alberto di Sassonia, sovrano († 1902)
- 1828 - Fenton John Anthony Hort, presbitero e teologo irlandese († 1892)
- 1830 - Berardo Costantini, politico e medico italiano († 1903)
- 1833 - Ottaviano Targioni Tozzetti, saggista italiano († 1899)
- 1835 - Angelo Bersani-Dossena, vescovo cattolico italiano († 1887)
- 1836 - Ferdinando Cesaroni, imprenditore e politico italiano († 1912)
- 1836 - Filippo Vivanet, architetto, archeologo e scrittore italiano († 1905)
- 1836 - Charles Yorke, V conte di Hardwicke, politico inglese († 1897)
- 1838 - Augusto Povoleri, patriota italiano († 1870)
- 1838 - Alfred Verwée, pittore belga († 1895)
- 1840 - Max Haushofer, scrittore, economista e giurista tedesca († 1907)
- 1841 - Angelo Mazzi, storico, bibliotecario e politico italiano († 1925)
- 1844 - Sanford Ballard Dole, politico e giurista statunitense († 1926)
- 1844 - Paolo Mazzella, magistrato e politico italiano († 1917)
- 1845 - Pier Andrea Saccardo, botanico e micologo italiano († 1920)
- 1845 - Luigi Donato Ventura, scrittore italiano († 1912)
- 1847 - Carl Nicoladoni, chirurgo austriaco († 1902)
- 1850 - Arnold Kirke-Smith, calciatore inglese († 1927)
- 1851 - William Compton, V marchese di Northampton, politico inglese († 1913)
- 1851 - Carl Sofus Lumholtz, esploratore, etnologo e naturalista norvegese († 1922)
- 1852 - Giacomo Bove, ufficiale e esploratore italiano († 1887)
- 1852 - Edwin Markham, poeta e docente statunitense († 1940)
- 1852 - László Mednyánszky, pittore ungherese († 1919)
- 1852 - Romolo Meli, ingegnere, geologo e paleontologo italiano († 1921)
- 1853 - Thomas Nelson Page, scrittore, avvocato e diplomatico statunitense († 1922)
- 1854 - Tia Ciata, imprenditrice e artista brasiliana († 1924)
- 1856 - Arthur Twining Hadley, economista statunitense († 1930)
- 1856 - Diego Porro, organaro italiano († 1916)
- 1856 - Granville Woods, inventore statunitense († 1910)
- 1857 - Ruggero Leoncavallo, compositore e librettista italiano († 1919)
- 1858 - Adolfo Laurenti, scultore italiano († 1944)
- 1858 - Max Planck, fisico tedesco († 1947)
- 1858 - Pandita Ramabai, storica, pedagogista e attivista indiana († 1922)
- 1860 - Archibald Murray, generale britannico († 1945)
- 1860 - Albrecht Wilhelm Phillip Zimmermann, botanico tedesco († 1931)
- 1861 - Edmund Allenby, generale britannico († 1936)
- 1861 - Alfons Maria Galea, imprenditore, scrittore e politico maltese († 1941)
- 1861 - Hans Heinrich XV von Hochberg, militare tedesco († 1938)
- 1861 - Filippo Mazzoccolo, scrittore italiano († 1918)
- 1861 - Carl Moll, pittore e incisore austriaco († 1945)
- 1861 - Alemayehu Teodoro, principe etiope († 1879)
- 1863 - Giosuè Cattarossi, vescovo cattolico italiano († 1944)
- 1863 - Beachcroft Towse, ufficiale inglese († 1948)
- 1863 - Giovanni Vailati, matematico, filosofo e storico italiano († 1909)
- 1864 - Maria Majocchi, scrittrice e giornalista italiana († 1917)
- 1865 - Franz Jüttner, illustratore e disegnatore tedesco († 1926)
- 1865 - Luisa Piccarreta, mistica italiana († 1947)
- 1867 - Francesco Bajardi, compositore e pianista italiano († 1934)
- 1867 - Alberto Cioci, insegnante e scrittore italiano († 1925)
- 1867 - Camillo Corradini, politico italiano († 1928)
- 1867 - Johannes Andreas Grib Fibiger, medico danese († 1928)
- 1868 - Richard Cassirer, neurologo tedesco († 1925)
- 1869 - Abdul Jalil di Perak, sovrano malese († 1916)
- 1869 - Percy Newberry, egittologo britannico († 1949)
- 1870 - Antonio Demo, religioso e missionario italiano († 1936)
- 1870 - Alfredo Melli, giornalista italiano († 1952)
- 1871 - James Gordon, attore e regista statunitense († 1941)
- 1872 - Domenico Raucci, pittore italiano († 1935)
- 1873 - Manlio Garibaldi, militare italiano († 1900)
- 1873 - Arnold van Gennep, antropologo francese († 1957)
- 1873 - Theodor Körner, militare e politico austriaco († 1957)
- 1874 - Alfonso Castaldi, compositore e direttore d'orchestra rumeno († 1942)
- 1874 - Lucien Londot, calciatore belga
- 1874 - Arturo Noci, pittore italiano († 1953)
- 1875 - George Allan, calciatore scozzese († 1899)
- 1875 - Élisabeth de Gramont, scrittrice francese († 1954)
- 1875 - Shōen Uemura, pittrice giapponese († 1949)
- 1876 - Aino Ackté, soprano finlandese († 1944)
- 1876 - John DuCasse Schulze, scenografo statunitense († 1943)
- 1876 - Philipp Haeuser, presbitero tedesco († 1960)
- 1876 - Alessandro Mariotti, nobile, avvocato e politico italiano († 1952)
- 1876 - Arthur Moeller van den Bruck, storico e scrittore tedesco († 1925)
- 1876 - John O'Hanlon, scacchista irlandese († 1960)
- 1876 - Louis Østrup, allenatore di calcio danese († 1951)
- 1877 - Georgij Jakovlevič Sedov, navigatore, esploratore e cartografo russo († 1914)
- 1878 - Johannes Gerckens Bassøe, avvocato e politico norvegese († 1962)
- 1879 - Talbot Mundy, scrittore britannico († 1940)
- 1880 - Tore Blom, altista e lunghista svedese († 1961)
- 1880 - Grace La Rue, attrice e cantante statunitense († 1956)
- 1880 - Alfonso Menichetti, fantino italiano († 1923)
- 1880 - Ermanno Menichetti, fantino italiano († 1922)
- 1880 - Gertrude Thanhouser, sceneggiatrice e attrice statunitense († 1951)
- 1882 - Albert Coates, direttore d'orchestra e compositore inglese († 1953)
- 1882 - Johannes Baptist Geisler, arcivescovo cattolico austriaco († 1952)
- 1882 - John Sewell, tiratore di fune britannico († 1947)
- 1883 - Alberto Braglia, ginnasta italiano († 1954)
- 1883 - Clara Pontoppidan, attrice danese († 1975)
- 1883 - Frank Ihrcke, ginnasta e multiplista statunitense († 1946)
- 1884 - Aimé Fritz, pistard statunitense († 1950)
- 1884 - Jusztinián Serédi, cardinale e arcivescovo cattolico ungherese († 1945)
- 1885 - Erich Schönfelder, regista, attore e sceneggiatore tedesco († 1933)
- 1886 - Robert Scholz, attore cinematografico tedesco († 1927)
- 1887 - Vittorio Genovesi, gesuita e poeta italiano († 1967)
- 1887 - George Patterson, allenatore di calcio inglese († 1955)
- 1888 - Lina Arpesani, scultrice e pittrice italiana († 1974)
- 1888 - Vittorio Bosco Lucarelli, politico italiano († 1971)
- 1888 - Marcel L'Herbier, regista, poeta e musicista francese († 1979)
- 1888 - Georges Vanier, generale, diplomatico e politico canadese († 1967)
- 1889 - Ivan Bersenev, attore russo († 1951)
- 1889 - Karel Doorman, ammiraglio e militare olandese († 1942)
- 1889 - Angelo Parona, ammiraglio italiano († 1977)
- 1890 - Max Gumpel, pallanuotista e nuotatore svedese († 1965)
- 1890 - Hellmuth von Ruckteschell, militare tedesco († 1948)
- 1891 - Zvi Yehuda Kook, rabbino e educatore russo († 1982)
- 1891 - Sergej Sergeevič Prokof'ev, compositore, direttore d'orchestra e pianista russo († 1953)
- 1891 - Noémie Scize, attrice francese († 1971)
- 1892 - Lutz Heck, zoologo e biologo tedesco († 1983)
- 1892 - Richard Huelsenbeck, scrittore tedesco († 1974)
- 1892 - Ortensio Pierantozzi, politico italiano († 1980)
- 1892 - Pietro Rainero, militare italiano († 1915)
- 1892 - Massimo Terzano, direttore della fotografia italiano († 1947)
- 1893 - Stane Derganc, ginnasta jugoslavo († 1981)
- 1893 - Margherita Nicosia, attrice italiana († 1965)
- 1893 - Rikard Nordstrøm, ginnasta danese († 1955)
- 1893 - Umberto Preziotti, dirigente pubblico, architetto e militare italiano († 1978)
- 1893 - Mahmud Shaltut, imam e teologo egiziano († 1963)
- 1893 - Thomas-Emil von Wickede, generale tedesco († 1944)
- 1893 - Jorge de Lima, scrittore, poeta e politico brasiliano († 1953)
- 1894 - Frank Borzage, regista, attore e produttore cinematografico statunitense († 1962)
- 1894 - Tetsu Komai, attore giapponese († 1970)
- 1894 - Zosimo Marinelli, ingegnere e antifascista italiano († 1944)
- 1894 - Georges Renavent, attore francese († 1969)
- 1895 - John Ainsworth-Davis, velocista britannico († 1976)
- 1895 - Robert Coppée, calciatore belga († 1970)
- 1895 - Johnny Hyde, statunitense († 1950)
- 1895 - Luigi Magnotti, ciclista su strada italiano († 1948)
- 1895 - Ngaio Marsh, scrittrice e regista teatrale neozelandese († 1982)
- 1895 - Archibald Nye, generale britannico († 1967)
- 1896 - Lisette de Brinon, francese († 1982)
- 1896 - Nikolaj Denisov, calciatore russo († 1945)
- 1896 - Gino Giotti, astronomo e fisico italiano
- 1896 - Michele Gordini, ciclista su strada italiano († 1970)
- 1896 - Margaret Kennedy, scrittrice e drammaturga britannica († 1967)
- 1896 - Pietro Lizier, politico italiano († 1973)
- 1896 - Dmitrij Dmitrievič Maksutov, ingegnere sovietico († 1964)
- 1896 - Gilda Mignonette, cantante italiana († 1953)
- 1896 - Jorge García Montes, avvocato e politico cubano († 1982)
- 1896 - Oksana Trofimovna Pavlenko, pittrice sovietica († 1991)
- 1896 - Charlie Rivel, circense spagnolo († 1983)
- 1897 - Lucius Clay, generale statunitense († 1978)
- 1897 - Harold French, regista, sceneggiatore e attore inglese († 1997)
- 1897 - Giorgio Giorgis, militare italiano († 1941)
- 1897 - Folke Jansson, triplista svedese († 1975)
- 1897 - Lester Pearson, politico canadese († 1972)
- 1897 - Pixinguinha, compositore, arrangiatore e polistrumentista brasiliano († 1973)
- 1898 - Edwin Erich Dwinger, scrittore e militare tedesco († 1981)
- 1898 - Ernest Laszlo, direttore della fotografia ungherese († 1984)
- 1898 - Valentín Paz-Andrade, poeta, scrittore e politico spagnolo († 1987)
- 1899 - Tullio Caviglia, calciatore italiano
- 1899 - Aldo Nadi, schermidore italiano († 1965)
- 1899 - Bertil Ohlin, economista e politico svedese († 1979)
- 1900 - Henry Barraud, compositore e critico musicale francese († 1997)
- 1900 - Annibale Bizzelli, compositore italiano († 1967)
- 1900 - Jim Bottomley, giocatore di baseball statunitense († 1959)
- 1900 - Joseph Green, regista, produttore cinematografico e attore polacco († 1996)

## XX secolo(909)
- 1901 - Pierre Batcheff, attore francese († 1932)
- 1901 - Ādolfs Blūzmanis, calciatore lettone († 1959)
- 1901 - Howard Clark, arcivescovo anglicano canadese († 1983)
- 1901 - George Harmon Coxe, scrittore statunitense († 1984)
- 1901 - Edmund Brisco Ford, genetista britannico († 1988)
- 1901 - George Mitchell, pallanuotista statunitense († 1988)
- 1902 - Halldór Laxness, scrittore islandese († 1998)
- 1902 - Ladislao Mittner, germanista, critico letterario e filologo italiano († 1975)
- 1903 - Ian Collins, tennista britannico († 1975)
- 1903 - Giovanni De Carli, calciatore italiano († 1980)
- 1903 - Vincenzo Di Meglio, politico italiano († 1987)
- 1903 - Karl Larenz, giurista e filosofo tedesco († 1993)
- 1903 - Giovanni Puerari, calciatore italiano († 1976)
- 1903 - Bonifacio Scaltriti, calciatore italiano († 1966)
- 1903 - Guy Simonds, generale canadese († 1974)
- 1904 - Leslie French, attore britannico († 1999)
- 1904 - Ivor Montagu, montatore, regista e sceneggiatore britannico († 1984)
- 1904 - Guglielmo Ulrich, architetto e designer italiano († 1977)
- 1905 - Achille Adriani, archeologo italiano († 1982)
- 1905 - Lotte Labowsky, filologa classica tedesca († 1991)
- 1905 - László Raffinsky, calciatore e allenatore di calcio rumeno († 1981)
- 1906 - Luigi Cabrini, calciatore e giornalista italiano († 1986)
- 1906 - Stephen Carr, attore statunitense († 1986)
- 1907 - Luigi Cavallero, giornalista italiano († 1949)
- 1907 - Guglielmo Ferri, militare e politico italiano († 1970)
- 1907 - James Hayter, attore britannico († 1983)
- 1907 - Baltasar Lopes da Silva, scrittore, poeta e linguista capoverdiano († 1989)
- 1907 - Lee Miller Penrose, fotografa, fotoreporter e modella statunitense († 1977)
- 1907 - Fritz Wotruba, scultore e pittore austriaco († 1975)
- 1908 - Carlo Barboglio Dè Gajoncelli, politico italiano
- 1908 - Erminia Bianchini, supercentenaria italiana († 2020)
- 1908 - Bram Fischer, avvocato sudafricano († 1975)
- 1908 - Marcel Hillaire, attore tedesco († 1988)
- 1909 - Michelangelo Borriello, tiratore a segno e dirigente sportivo italiano († 1995)
- 1909 - Giovanni Chiasserini, militare e aviatore italiano († 1939)
- 1909 - Erick Hawkins, ballerino e coreografo statunitense († 1994)
- 1910 - Germán Antonioli, calciatore uruguaiano
- 1910 - Georg Johansson, calciatore svedese († 1996)
- 1910 - Carlo Orlandi, pugile italiano († 1983)
- 1911 - Bruno Ahlberg, pugile finlandese († 1966)
- 1911 - Józef Cyrankiewicz, politico polacco († 1989)
- 1911 - Letterio La Spada, politico e medico italiano († 1971)
- 1911 - Sokela Mangoumbel, cestista francese († 1995)
- 1911 - Ronald Neame, regista, sceneggiatore e direttore della fotografia inglese († 2010)
- 1911 - Simone Simon, attrice francese († 2005)
- 1911 - András Wanié, nuotatore ungherese († 1976)
- 1912 - Santiago Lovell, pugile argentino († 1966)
- 1912 - Luigi Rovigatti, arcivescovo cattolico italiano († 1975)
- 1912 - György Szűcs, allenatore di calcio e calciatore ungherese († 1991)
- 1913 - Diosa Costello, attrice statunitense († 2013)
- 1913 - Jan Meyerowitz, compositore, direttore d'orchestra e pianista tedesco († 1998)
- 1913 - Vincenzo Soro, dirigente sportivo, allenatore di calcio e calciatore italiano († 2010)
- 1914 - Piero Campolonghi, baritono italiano († 2002)
- 1914 - Aleksej Ivanovič Gračëv, militare e aviatore sovietico († 1945)
- 1915 - Christine Busta, poetessa austriaca († 1987)
- 1915 - Mike Novak, cestista statunitense († 1978)
- 1915 - George Smith, calciatore e allenatore di calcio inglese († 1983)
- 1916 - Ivo Lola Ribar, politico jugoslavo († 1943)
- 1916 - Josef Wagner, ciclista su strada svizzero († 2003)
- 1917 - Laddie Gale, cestista e allenatore di pallacanestro statunitense († 1996)
- 1917 - Renée Lebas, cantante e produttrice discografica francese († 2009)
- 1917 - Dorian Leigh, modella statunitense († 2008)
- 1917 - Giorgio Moccheggiani, militare e aviatore italiano († 1940)
- 1917 - Laurie Scott, allenatore di calcio e calciatore inglese († 1999)
- 1918 - Maurice Druon, scrittore francese († 2009)
- 1918 - André Maelbrancke, ciclista su strada belga († 1976)
- 1918 - Aleksandr Ponomarëv, allenatore di calcio e calciatore sovietico († 1973)
- 1919 - Trento Cionini, incisore italiano († 2005)
- 1919 - Geoff Coombes, calciatore statunitense († 1995)
- 1919 - Epifanio Fernández Berridi, calciatore spagnolo († 1977)
- 1919 - Bruno Gramaglia, calciatore italiano († 2005)
- 1919 - Ellen Lundström, ballerina e coreografa svedese († 2007)
- 1919 - Anne Buydens, filantropa, produttrice cinematografica e attrice statunitense († 2021)
- 1919 - Yoshitarō Nomura, regista giapponese († 2005)
- 1919 - Oleg Vladimirovič Pen'kovskij, agente segreto sovietico († 1963)
- 1919 - Maria Pucci, politica italiana († 1996)
- 1919 - Silja Walter, poetessa e religiosa svizzera († 2011)
- 1920 - Salvatore Bono, militare italiano († 1999)
- 1920 - Johannes Schöne, calciatore tedesco orientale († 1989)
- 1920 - Benvenuto Volpato, partigiano e antifascista italiano († 1945)
- 1921 - Cleto Bellucci, arcivescovo cattolico italiano († 2013)
- 1921 - Janet Blair, attrice statunitense († 2007)
- 1921 - Nicola Damiani, medico, politico e saggista italiano († 2009)
- 1921 - Warren Spahn, giocatore di baseball statunitense († 2003)
- 1921 - Carlo Stradella, calciatore italiano († 1995)
- 1922 - Henri Arnaudeau, calciatore francese († 1987)
- 1923 - Carlo Cavalli, politico italiano († 1995)
- 1923 - Roberto Conti, matematico italiano († 2006)
- 1923 - Salvador Freixedo, presbitero e parapsicologo spagnolo († 2019)
- 1923 - Jimmy Glazzard, calciatore inglese († 1996)
- 1923 - Reinhart Koselleck, filosofo e storico tedesco († 2006)
- 1923 - Manuel Mejía Vallejo, scrittore, giornalista e poeta colombiano († 1998)
- 1923 - Walter Pitts, matematico statunitense († 1969)
- 1923 - François Roustang, gesuita e psicoanalista francese († 2016)
- 1923 - Heinz Zander, pallanuotista tedesco
- 1923 - Eduardo de Medeiros, pentatleta brasiliano († 2002)
- 1924 - Aldo Bargero, medico italiano († 1987)
- 1924 - Frank Brennan, allenatore di calcio e calciatore scozzese († 1997)
- 1924 - Jorge Cardiel, cestista messicano
- 1924 - Arthur Frackenpohl, compositore statunitense († 2019)
- 1924 - Gerhard Kapitän, archeologo e etnografo tedesco († 2011)
- 1924 - Ruth Leuwerik, attrice tedesca († 2016)
- 1924 - Gilbert Levin, ingegnere statunitense († 2021)
- 1924 - Giordano Marchiani, politico italiano († 1996)
- 1924 - Ezio Radaelli, personaggio televisivo e imprenditore italiano († 2005)
- 1924 - Sergio Raimondi, attore italiano († 2003)
- 1924 - Rossana Rossanda, giornalista, scrittrice e traduttrice italiana († 2020)
- 1924 - Margit Sandemo, scrittrice norvegese († 2018)
- 1924 - Ugo Vetere, politico italiano († 2013)
- 1925 - Robert W. Davies, storico britannico († 2021)
- 1925 - Finn Olav Gundelach, diplomatico e politico danese († 1981)
- 1925 - Sverre Haugli, pattinatore di velocità su ghiaccio norvegese († 1986)
- 1925 - Aida Ivanovna Manasarova, regista sovietico († 1986)
- 1925 - Jakob Nirschl, bobbista tedesco († 1997)
- 1925 - Franco Panizon, pediatra italiano († 2012)
- 1926 - Giuseppe Albano, partigiano italiano († 1945)
- 1926 - Alessandro Cortese de Bosis, diplomatico e scrittore italiano
- 1926 - J. P. Donleavy, scrittore statunitense († 2017)
- 1926 - Jan Lambrecht, teologo belga († 2023)
- 1926 - Vicky Lane, attrice e cantante irlandese († 1983)
- 1926 - Paolo Manfredini, ex calciatore italiano
- 1926 - Giorgio Nebbia, ambientalista, politico e chimico italiano († 2019)
- 1927 - Rosaria Ciampella Bertolucci, giornalista, saggista e poetessa italiana († 1990)
- 1927 - Stefano Gaggero, ciclista su strada italiano († 2010)
- 1927 - Francesco Zama, politico italiano († 2011)
- 1928 - Giulio Chiesa, astista italiano († 2010)
- 1928 - Mario Di Pietro, calciatore brasiliano († 2005)
- 1928 - Antonino Orrù, vescovo cattolico italiano († 2022)
- 1928 - Pietro Polo Perucchin, ex ciclista su strada italiano
- 1928 - Sergio Tedesco, attore, doppiatore e tenore italiano († 2012)
- 1928 - Shirley Temple, attrice, cantante e ballerina statunitense († 2014)
- 1929 - Romano Cataletto, ex hockeista su pista italiano
- 1929 - George Steiner, scrittore, saggista e ebraista francese († 2020)
- 1929 - Ron Stuart, cestista canadese († 1983)
- 1930 - Jorge Bogado, cestista e allenatore di pallacanestro paraguaiano († 2006)
- 1930 - Aby Gartmann, bobbista svizzero († 2018)
- 1930 - Duvall Hecht, canottiere statunitense († 2022)
- 1930 - Rinaldo Magnani, politico italiano († 2006)
- 1930 - Alan Oppenheimer, doppiatore e attore statunitense
- 1930 - Pino Zac, fumettista, regista e animatore italiano († 1985)
- 1931 - Rolando Certa, giornalista, poeta e saggista italiano († 1987)
- 1931 - Chuck Feeney, imprenditore e filantropo irlandese († 2023)
- 1931 - Marcel Moget, ex cestista svizzero
- 1931 - János Sándor Petöfi, semiologo e linguista ungherese († 2013)
- 1931 - Francesco Zerrillo, vescovo cattolico italiano († 2022)
- 1932 - Giuseppe Bonazzi, sociologo italiano
- 1932 - Arrigo Cipriani, imprenditore e scrittore italiano
- 1932 - James F. Fixx, scrittore statunitense († 1984)
- 1932 - Halston, stilista statunitense († 1990)
- 1932 - Ivan Šantek, calciatore jugoslavo († 2015)
- 1933 - Alfredo Agosta, militare italiano († 1982)
- 1933 - Francis Anastasi, ex ciclista su strada francese
- 1933 - Valentin Bubukin, calciatore e allenatore di calcio sovietico († 2008)
- 1933 - Cesare Colafemmina, storico, scrittore e biblista italiano († 2012)
- 1933 - Annie Easley, informatica e matematica statunitense († 2011)
- 1933 - Frederic Pryor, economista statunitense († 2019)
- 1934 - Fikret Hakan, attore turco († 2017)
- 1934 - Pierre Dorsini, calciatore e allenatore di calcio francese († 2023)
- 1935 - Milton Banana, batterista brasiliano († 1999)
- 1935 - Franco Citti, attore italiano († 2016)
- 1935 - Giuseppe Gargani, ex politico italiano
- 1935 - István Hernek, canoista ungherese († 2014)
- 1935 - Coşkun Taş, calciatore turco († 2024)
- 1935 - Milena Vukotic, attrice italiana
- 1936 - Bruno d'Agostino, archeologo e etruscologo italiano
- 1936 - Virginia Da Brescia, cantante e attrice italiana († 2017)
- 1936 - Adelheid Duvanel, scrittrice e pittrice svizzera († 1996)
- 1936 - Jaroslav Křivý, cestista cecoslovacco († 2020)
- 1936 - Mario Milano, arcivescovo cattolico italiano
- 1936 - Roy Orbison, cantautore e chitarrista statunitense († 1988)
- 1936 - Santino Pagano, politico italiano
- 1936 - Tucker Smith, attore, cantante e ballerino statunitense († 1988)
- 1937 - Robert Campbell, calciatore e allenatore di calcio inglese († 2015)
- 1937 - Adelmo Capelli, allenatore di calcio e calciatore italiano († 1999)
- 1937 - Franco Gallo, giurista italiano
- 1938 - Stefano Bontate, mafioso italiano († 1981)
- 1938 - Cornelia Channing, fisiologa e docente statunitense († 1985)
- 1938 - Giovanni Federspil, medico italiano († 2010)
- 1938 - Bertus Hoogerman, calciatore olandese († 2004)
- 1938 - Əjdər İsmayılov, filologo, politico e insegnante azero († 2022)
- 1939 - David Birney, attore statunitense († 2022)
- 1939 - Franca De Stradis, doppiatrice e direttrice del doppiaggio italiana († 2021)
- 1939 - Maureen Jennings, scrittrice canadese
- 1939 - Karl Kraus, geodeta tedesco († 2006)
- 1939 - Lee Majors, attore statunitense
- 1939 - Ray Peterson, cantante statunitense († 2005)
- 1939 - Fritz Pott, calciatore tedesco († 2015)
- 1939 - Jacques Schlosser, biblista e presbitero francese († 2024)
- 1939 - Stanisław Wielgus, arcivescovo cattolico polacco
- 1939 - Patrick Williams, compositore, arrangiatore e direttore d'orchestra statunitense († 2018)
- 1940 - Danilo Astori, politico e economista uruguaiano († 2023)
- 1940 - Mary Kok, ex nuotatrice olandese
- 1940 - Andrea Lombardini, militare italiano († 1974)
- 1940 - Gabriella Pavarotti, pallavolista italiana († 2013)
- 1941 - Eddie Bovington, ex calciatore inglese
- 1941 - Jacqueline Boyer, cantante e attrice francese
- 1941 - Giorgio Conte, cantautore e compositore italiano
- 1941 - Arie den Hartog, ciclista su strada olandese († 2018)
- 1941 - Paavo Lipponen, politico finlandese
- 1941 - Ray Tomlinson, programmatore statunitense († 2016)
- 1941 - Mario Vignoli, allenatore di calcio e ex calciatore italiano
- 1941 - Cesare de Seta, storico dell'architettura e saggista italiano
- 1942 - George Andrews, ex calciatore inglese
- 1942 - Étienne Balibar, filosofo francese
- 1942 - Edmond Baudoin, disegnatore e illustratore francese
- 1942 - Jean-Pierre Blanc, regista e sceneggiatore francese († 2004)
- 1942 - Michele Bonatesta, politico e giornalista italiano († 2024)
- 1942 - Sandra Dee, attrice e modella statunitense († 2005)
- 1942 - Ditlieb Felderer, storico e scrittore svedese
- 1942 - Enrico Garaci, medico italiano
- 1942 - Sheila Gish, attrice britannica († 2005)
- 1942 - Barry Hannah, scrittore statunitense († 2010)
- 1942 - Wolfgang Heinz, criminologo tedesco
- 1942 - Giancarlo Pagliarini, politico italiano
- 1942 - Amanda Prantera, scrittrice di fantascienza britannica
- 1943 - Pino Bertelli, anarchico, fotografo e scrittore italiano
- 1943 - Giorgio Castellani, politico italiano
- 1943 - Carmen Cervera, collezionista d'arte, ex modella e attrice spagnola
- 1943 - Hugh Davies, musicologo e compositore inglese († 2005)
- 1943 - Fausto Di Cesare, pianista, direttore d'orchestra e docente italiano
- 1943 - José Edvar Simões, ex cestista e allenatore di pallacanestro brasiliano
- 1943 - Tony Esposito, hockeista su ghiaccio e dirigente sportivo canadese († 2021)
- 1943 - Geronimo, cantante italiano († 1965)
- 1943 - Gail Goodrich, ex cestista statunitense
- 1943 - Varnavas Hristofi, ex calciatore cipriota
- 1943 - Iñaki Sáez, allenatore di calcio e ex calciatore spagnolo
- 1943 - Paul Smart, pilota motociclistico britannico († 2021)
- 1943 - Hervé Villechaize, attore francese († 1993)
- 1943 - Namgyel Wangchuck, principe e politico bhutanese
- 1944 - Felice Besostri, avvocato e politico italiano († 2024)
- 1944 - Sergio Guerra, pallavolista e allenatore di pallavolo italiano († 2015)
- 1944 - Michael Habeck, attore, doppiatore e regista teatrale tedesco († 2011)
- 1944 - Gesy Sebena, cantante italiana
- 1944 - Jean-François Stévenin, attore francese († 2021)
- 1945 - Yasuko Hatori, doppiatrice giapponese
- 1945 - Vladimír Hrivnák, calciatore cecoslovacco († 2014)
- 1945 - Cristiano Malgioglio, cantautore, paroliere e personaggio televisivo italiano
- 1945 - Jorge Alfredo Vásquez, ex calciatore salvadoregno
- 1946 - Blair Brown, attrice statunitense
- 1946 - Anatolij Byšovec, ex calciatore e allenatore di calcio sovietico
- 1946 - Nicoletta Crocitto, cestista italiana († 2015)
- 1946 - Clemente Domínguez, religioso spagnolo († 2005)
- 1946 - Howard Marks, imprenditore e scrittore statunitense
- 1946 - Giorgio Moschetti, politico italiano († 2016)
- 1946 - Hans Edgar Paulsen, ex calciatore norvegese
- 1947 - Glenn Cornick, bassista britannico († 2014)
- 1947 - Bernadette Devlin, politica britannica
- 1947 - Heinz Wilhelm Steckling, vescovo cattolico e missionario tedesco
- 1947 - Ludmila Zeman, produttrice cinematografica e animatrice ceca
- 1948 - Ilario Antoniazzi, arcivescovo cattolico italiano
- 1948 - Annamaria Bernardini de Pace, avvocata, saggista e giornalista italiana
- 1948 - David Cross, violinista britannico
- 1948 - Gustavo De Simone, ex calciatore uruguaiano
- 1948 - Vito Gruosso, politico e sindacalista italiano
- 1948 - Charles R. Johnson, scrittore statunitense
- 1948 - Julie, cantante italiana
- 1948 - Vladimir Korotkov, tennista sovietico († 2025)
- 1948 - Pascal Quignard, scrittore e saggista francese
- 1949 - Orietta Baldelli, politica italiana
- 1949 - Sue Blane, costumista britannica
- 1949 - Paul Brickman, sceneggiatore e regista statunitense
- 1949 - Joyce DeWitt, attrice statunitense
- 1949 - Adalberto Escobar, calciatore paraguaiano († 2011)
- 1949 - György Gedó, ex pugile ungherese
- 1949 - Nicola Grauso, imprenditore, editore e politico italiano († 2025)
- 1949 - Mary Lindemann, storica statunitense
- 1949 - John Miles, cantante, chitarrista e tastierista inglese († 2021)
- 1949 - Dave Tipton, ex giocatore di football americano statunitense
- 1949 - Bohuslav Šťastný, ex hockeista su ghiaccio ceco
- 1950 - Joe Ferguson, ex giocatore di football americano statunitense
- 1950 - Henry Goodman, attore britannico
- 1950 - Max Hofer, sciatore nautico italiano
- 1950 - Werner Masten, regista, sceneggiatore e produttore cinematografico italiano († 2023)
- 1950 - Steve McCurry, fotografo statunitense
- 1950 - Yrjö Rantanen, scacchista finlandese († 2021)
- 1950 - Marino Severgnini, ex hockeista su pista, allenatore di hockey su pista e dirigente sportivo italiano
- 1950 - Bruno Zanolla, ex calciatore italiano
- 1951 - Giorgio Brandolin, politico italiano
- 1951 - Mauro Del Bue, politico, giornalista e storico italiano
- 1951 - Tor Fuglset, ex calciatore norvegese
- 1951 - Gaston Kaboré, regista cinematografico burkinabé
- 1951 - Walter Ombre, ex cestista olandese
- 1951 - Shehbaz Sharif, politico pakistano
- 1952 - Jean-Dominique Bauby, giornalista francese († 1997)
- 1952 - Brian Gant, ex calciatore canadese
- 1952 - Ruud Kleinpaste, entomologo e personaggio televisivo olandese
- 1952 - Oreste Lamagni, allenatore di calcio e ex calciatore italiano
- 1952 - Terry Moor, ex tennista statunitense
- 1952 - Jamie Russell, ex cestista canadese
- 1952 - Giampaolo Saccarola, attore e doppiatore italiano († 1991)
- 1952 - Narada Michael Walden, cantante, compositore e produttore discografico statunitense
- 1953 - Malek Chebel, scrittore, filosofo e antropologo algerino († 2016)
- 1953 - Richard Joseph, musicista e compositore britannico († 2007)
- 1953 - Vladimiro Landoni, attore italiano
- 1953 - James Russo, attore statunitense
- 1953 - Fred Upton, politico statunitense
- 1954 - Tony Atlas, wrestler e ex culturista statunitense
- 1954 - Lucinda Jenney, attrice statunitense
- 1954 - Michael Moore, regista, sceneggiatore e produttore cinematografico statunitense
- 1954 - Romel Raffin, ex cestista canadese
- 1955 - Paolo Bampo, politico italiano
- 1955 - Stefano Bellone, ex schermidore italiano
- 1955 - Judy Davis, attrice australiana
- 1955 - Noël Dejonckheere, ciclista su strada, pistard e dirigente sportivo belga († 2022)
- 1955 - Juan Giha, ex tiratore a volo peruviano
- 1955 - Alessandro Grossato, orientalista e storico delle religioni italiano
- 1955 - Fumi Hirano, attrice, doppiatrice e cantante giapponese
- 1955 - Sissy Höfferer, attrice austriaca
- 1955 - Ken Mauer, arbitro di pallacanestro statunitense
- 1955 - Paul J. McAuley, botanico e scrittore britannico
- 1955 - Tony Miles, scacchista britannico († 2001)
- 1955 - Mick Poole, ex calciatore inglese
- 1955 - Ludovikus Simanullang, vescovo cattolico indonesiano († 2018)
- 1955 - Giovanna Sonnino, regista e fotografa italiana
- 1956 - Yvona Brzáková, ex tennista cecoslovacca
- 1956 - José Cano López, calciatore spagnolo († 2000)
- 1956 - Stefano Cantini, sassofonista italiano
- 1956 - Raúl Esnal, calciatore uruguaiano († 1993)
- 1956 - Greg Joy, ex altista canadese
- 1956 - Kane Kramer, inventore britannico
- 1956 - Gennaro Matino, presbitero, teologo e scrittore italiano
- 1956 - Josef Mazura, allenatore di calcio e ex calciatore ceco
- 1956 - Albert One, cantante italiano († 2020)
- 1956 - Charnwit Polcheewin, allenatore di calcio e ex calciatore thailandese
- 1957 - Pia Baldisserri, ex tiratrice a volo italiana
- 1957 - Bjørn Brandt, ex calciatore norvegese
- 1957 - Neville Brody, designer e direttore artistico britannico
- 1957 - Brigitte Ernst de la Graete, politica belga
- 1957 - Jan Hooks, attrice, comica e doppiatrice statunitense († 2014)
- 1957 - Dominique Horwitz, attore francese
- 1957 - Kenji Kawai, compositore giapponese
- 1957 - Pasquale Nicoscia, mafioso italiano
- 1957 - Patrik Ouředník, scrittore, poeta e saggista ceco
- 1957 - Giampiero Solari, drammaturgo, regista teatrale e autore televisivo italiano
- 1957 - Dieter Wiedenmann, canottiere tedesco († 1994)
- 1957 - Tonino Zangardi, regista, sceneggiatore e produttore cinematografico italiano († 2018)
- 1958 - Magnus Andersson, ex calciatore svedese
- 1958 - Carl Bailey, ex cestista statunitense
- 1958 - Sue Cook, ex marciatrice australiana
- 1958 - Radu Mihăileanu, regista, sceneggiatore e produttore cinematografico romeno
- 1958 - Yvonne Ridley, giornalista inglese
- 1958 - Livio Valentinsig, ex cestista italiano
- 1959 - Georgina Abela, cantante maltese
- 1959 - Guy Allison, compositore, tastierista e cantante statunitense
- 1959 - Leonardo Bitetto, allenatore di calcio e ex calciatore italiano
- 1959 - Mirella Izzo, attivista italiana († 2023)
- 1959 - Maria-Luise Rainer, ex slittinista italiana
- 1959 - Jonathan Sagall, attore, regista e sceneggiatore canadese
- 1959 - Carmen Summa, ex calciatrice italiana
- 1959 - Rob Taylor, ingegnere britannico
- 1960 - John Bagley, ex cestista e allenatore di pallacanestro statunitense
- 1960 - Valerie Bertinelli, attrice e conduttrice televisiva statunitense
- 1960 - Claudio Camarca, scrittore, giornalista e regista cinematografico italiano
- 1960 - Steve Clark, chitarrista e compositore britannico († 1991)
- 1960 - Barry Douglas, pianista britannico
- 1960 - Léo Jaime, cantante, musicista e attore brasiliano
- 1960 - Claude Julien, allenatore di hockey su ghiaccio e ex hockeista su ghiaccio canadese
- 1960 - Kurt Poletti, bobbista svizzero
- 1960 - Gaetano Quagliariello, politico italiano
- 1960 - Andrea Rispoli, generale italiano
- 1960 - Maria Teresa Ruta, conduttrice televisiva, giornalista e scrittrice italiana
- 1960 - Craig Sheffer, attore e regista statunitense
- 1960 - Marisa Silver, regista e scrittrice statunitense
- 1961 - Dirk Bach, attore, comico e conduttore televisivo tedesco († 2012)
- 1961 - Enrico Fovanna, scrittore e giornalista italiano
- 1961 - Terry Gordy, wrestler statunitense († 2001)
- 1961 - Lars-Göran Halvarsson, ex sciatore alpino svedese
- 1961 - Andrij Kurkov, scrittore ucraino
- 1961 - Frank Lippmann, ex calciatore tedesco
- 1961 - George Lopez, attore, regista e produttore cinematografico statunitense
- 1961 - Maurizio Manzieri, illustratore italiano
- 1961 - Pierluigi Martini, ex pilota automobilistico italiano
- 1961 - Luis Murillo, ex cestista colombiano
- 1961 - John Olver, ex rugbista a 15 britannico
- 1961 - Gilberto Passani, ex pallavolista italiano
- 1961 - Halvor Storskogen, ex calciatore norvegese
- 1961 - Pier Luigi Vercesi, giornalista italiano
- 1962 - Rosi Aschenwald, ex sciatrice alpina austriaca
- 1962 - Michael Cook, rugbista a 15 e rugbista a 13 australiano
- 1962 - Michael F. Feldkamp, storico tedesco
- 1962 - John Hannah, attore britannico
- 1962 - Lorena Milanato, politica italiana
- 1962 - Algirdas Šemeta, politico lituano
- 1963 - Sonia Antinori, drammaturga, attrice e regista teatrale italiana
- 1963 - Paul Belmondo, ex pilota automobilistico e attore francese
- 1963 - Martin Brunner, ex calciatore svizzero
- 1963 - Claudia Bürger, ex cestista tedesca
- 1963 - Pia Cramling, scacchista svedese
- 1963 - Chicco Gussoni, musicista, compositore e arrangiatore italiano
- 1963 - Owen McKibbin, supermodello e attore statunitense
- 1963 - Robby Naish, velista statunitense
- 1963 - Jure Pavlič, ex ciclista su strada sloveno
- 1963 - Ron Rowan, ex cestista e dirigente sportivo statunitense
- 1963 - Magnús Ver Magnússon, sollevatore, strongman e powerlifter islandese
- 1964 - Hossein Amir-Abdollahian, diplomatico e politico iraniano († 2024)
- 1964 - Carlo Bisio, psicologo italiano
- 1964 - Bill Browder, imprenditore statunitense
- 1964 - Gianluca Cappellato, ex giocatore di calcio a 5 italiano
- 1964 - Aviv Kochavi, generale israeliano
- 1964 - Abel Liluala, arcivescovo cattolico della Repubblica del Congo
- 1964 - Salvatore Margiotta, politico italiano
- 1964 - Gianandrea Noseda, direttore d'orchestra italiano
- 1964 - Leni Robredo, politica e avvocata filippina
- 1964 - Halla Margrét Árnadóttir, cantante islandese
- 1965 - Furio Andreotti, autore televisivo e regista teatrale italiano
- 1965 - Enrica Ciccarelli, pianista italiana
- 1965 - Marcel Claesen, ex giocatore di calcio a 5 belga
- 1965 - Graeme Lowdon, imprenditore e dirigente sportivo britannico
- 1965 - Reginaldo Paes Leme Ferreira, ex calciatore brasiliano
- 1965 - Josef Schick, ex sciatore alpino tedesco
- 1965 - Jorge Luiz da Silva Brum, ex calciatore brasiliano
- 1965 - Tullio Sorrentino, attore e regista italiano
- 1965 - Donna Weinbrecht, ex sciatrice freestyle statunitense
- 1966 - Jeff Carlson, ex giocatore di football americano statunitense
- 1966 - Choe Byeong-sik, ex cestista sudcoreano
- 1966 - Bubba the Love Sponge, conduttore radiofonico statunitense
- 1966 - Franco Foda, allenatore di calcio e ex calciatore tedesco
- 1966 - Matt Freeman, bassista statunitense
- 1966 - Andrej Kuznecov, pallavolista sovietico († 1994)
- 1966 - Lembit Oll, scacchista estone († 1999)
- 1966 - Néstor Subiat, ex calciatore svizzero
- 1966 - José Tavares, ex calciatore portoghese
- 1966 - Karin Telser, ex pattinatrice artistica su ghiaccio italiana
- 1967 - Casty, fumettista italiano
- 1967 - Giacomo Danubio, fumettista italiano
- 1967 - Eleonora De Angelis, doppiatrice, direttrice del doppiaggio e dialoghista italiana
- 1967 - Paco García, allenatore di pallacanestro spagnolo
- 1967 - Melina Kanakaredes, attrice statunitense
- 1967 - Kim Hee-ae, attrice sudcoreana
- 1967 - Brent Muscat, chitarrista statunitense
- 1967 - Paul Tang, politico olandese
- 1967 - Steve Thull, generale lussemburghese
- 1968 - Lorenzo Battaglia, allenatore di calcio e ex calciatore italiano
- 1968 - Gianluca Buttolo, illustratore e fumettista italiano
- 1968 - Kim Chizevsky, culturista statunitense
- 1968 - José Cobos, ex calciatore francese
- 1968 - Giovanna Flora, autrice televisiva italiana
- 1968 - Brian Jensen, ex calciatore danese
- 1968 - Andrejs Lapsa, ex calciatore lettone
- 1968 - Timothy McVeigh, terrorista statunitense († 2001)
- 1968 - Zdenko Miletić, allenatore di calcio e ex calciatore croato
- 1968 - Julie Skinner, giocatrice di curling canadese
- 1968 - Jodie Sutton, giocatrice di curling canadese
- 1968 - Chris Williams, regista, sceneggiatore e doppiatore statunitense
- 1968 - Aisha bint al-Husayn, principessa giordana
- 1968 - Zein bint al-Husayn, principessa giordana
- 1969 - Yudi Abreu, ex cestista e allenatore di pallacanestro cubano
- 1969 - Manoj Bajpayee, attore indiano
- 1969 - Giorgio Bresciani, ex calciatore e dirigente sportivo italiano
- 1969 - Brian Connor, ex calciatore anguillano
- 1969 - Nello Dipasquale, politico italiano
- 1969 - Danilo Fappani, copilota di rally italiano
- 1969 - Kory Hallas, ex cestista canadese
- 1969 - Jean-François Hernandez, ex calciatore francese
- 1969 - Martín López-Zubero, ex nuotatore spagnolo
- 1969 - Renata Mauer, ex tiratrice a segno polacca
- 1969 - Arthur Phillips, scrittore statunitense
- 1969 - Pierrick Pédron, sassofonista francese
- 1969 - Fabrice Soulier, giocatore di poker francese
- 1969 - Elena Šušunova, ginnasta sovietica († 2018)
- 1970 - Sadao Abe, attore e cantante giapponese
- 1970 - Harold Amaru, ex calciatore francese
- 1970 - Scott Bairstow, attore canadese
- 1970 - Jarle Flo, ex calciatore norvegese
- 1970 - Tayfur Havutçu, allenatore di calcio e ex calciatore turco
- 1970 - Francisco Jesús Orozco Mengíbar, vescovo cattolico spagnolo
- 1970 - Ken Owen, batterista inglese
- 1970 - Luana Paesani, fumettista e illustratrice italiana
- 1970 - Daniela Salernitano, costumista italiana
- 1970 - Mario Scaramella, avvocato italiano
- 1970 - Eddy Seel, pilota motociclistico belga
- 1970 - Samir Toplak, allenatore di calcio e ex calciatore croato
- 1971 - Chuck Adams, ex tennista statunitense
- 1971 - Anne-Laure Bondoux, scrittrice francese
- 1971 - Scot Coogan, batterista statunitense
- 1971 - Stefania De Michele, ex cestista, giornalista e conduttrice televisiva italiana
- 1971 - Shigetoshi Hasebe, allenatore di calcio e ex calciatore giapponese
- 1971 - Dušan Kosič, allenatore di calcio e ex calciatore sloveno
- 1971 - Xiomara Molero, allenatrice di pallavolo e ex pallavolista portoricana
- 1971 - Lars Montag, regista tedesco
- 1971 - Mame Ibra Touré, ex calciatore senegalese
- 1971 - Ferenc Török, regista ungherese
- 1971 - D. B. Weiss, sceneggiatore e scrittore statunitense
- 1971 - Gilmar Jorge dos Santos, ex calciatore brasiliano
- 1972 - Demet Akalın, cantante, attrice e personaggio televisivo turca
- 1972 - Alain-Guillaume Bunyoni, politico burundese
- 1972 - Tony Chapron, ex arbitro di calcio francese
- 1972 - Choky Ice, attore pornografico ungherese
- 1972 - Andrea Ferro, politico italiano
- 1972 - Riccardo Grandi, regista cinematografico e sceneggiatore italiano
- 1972 - Sherman Hamilton, ex cestista canadese
- 1972 - Bertha Patricia Manterola Carrión, attrice, cantante e modella messicana
- 1972 - Angelo Vier, dirigente sportivo, procuratore sportivo e ex calciatore tedesco
- 1973 - Peter Aluma, cestista nigeriano († 2020)
- 1973 - Armando Çungu, allenatore di calcio, dirigente sportivo e ex calciatore albanese
- 1973 - Eduard Daher, arcivescovo cattolico libanese
- 1973 - Hendro Kartiko, ex calciatore indonesiano
- 1973 - John Lutz, attore e comico statunitense
- 1973 - Pablo Rotchen, ex calciatore argentino
- 1973 - Hideyuki Sakai, goista giapponese
- 1973 - Cem Yılmaz, attore, comico e sceneggiatore turco
- 1973 - Michele Zeoli, allenatore di calcio e ex calciatore italiano
- 1974 - Georges Buckley, arbitro di calcio peruviano
- 1974 - Laura Chiossone, regista italiana
- 1974 - Simon Ithel Davies, allenatore di calcio e ex calciatore gallese
- 1974 - Gennaro Luca De Falco, arbitro di calcio a 5 italiano
- 1974 - Carlos Dengler, musicista statunitense
- 1974 - Virginie Desarnauts, attrice francese
- 1974 - Roberto Feliciangeli, ex cestista italiano
- 1974 - Sciltian Gastaldi, scrittore, giornalista e insegnante italiano
- 1974 - Lara Mandić, ex cestista serba
- 1974 - Steve Pizzati, conduttore televisivo australiano
- 1974 - Ken'ichirō Tanimoto, musicista e cantante giapponese
- 1974 - Barry Watson, attore statunitense
- 1975 - Jónsi, chitarrista e cantante islandese
- 1975 - Christian Corrêa Dionísio, ex calciatore brasiliano
- 1975 - Tina Harris, cantante statunitense
- 1975 - Ol'ga Kern, pianista russa
- 1975 - Stine Brun Kjeldaas, ex snowboarder norvegese
- 1975 - Javier Limones, ex giocatore di calcio a 5 spagnolo
- 1975 - Anton Nouri, attore austriaco
- 1975 - Bobby Shaw, ex giocatore di football americano statunitense
- 1975 - Damien Touya, schermidore francese
- 1975 - Raúl Valbuena, ex calciatore spagnolo
- 1976 - Cristiana Corsi, taekwondoka italiana († 2016)
- 1976 - Andrea Croci, cantante e attore italiano
- 1976 - Gabriel Damon, attore statunitense
- 1976 - Aaron Dessner, cantautore statunitense
- 1976 - Ol'ha Firsova, ex cestista e dirigente sportiva ucraina
- 1976 - Mahlon Houkarawa, ex calciatore salomonese
- 1976 - Darren Huckerby, ex calciatore inglese
- 1976 - Davide Lamma, ex cestista, allenatore di pallacanestro e dirigente sportivo italiano
- 1976 - Valeska Menezes, pallavolista brasiliana
- 1976 - Matteo Messori, clavicembalista e organista italiano
- 1976 - Christian Ravaglia, pilota motociclistico italiano
- 1977 - Yoana Aramberri, ex cestista spagnola
- 1977 - Arash, cantante e attore iraniano
- 1977 - Philippe Barca-Cysique, pallavolista francese
- 1977 - Marcin Budkowski, ingegnere e dirigente sportivo polacco
- 1977 - John Cena, wrestler, attore e rapper statunitense
- 1977 - Cheng Hui-yun, ex cestista e allenatrice di pallacanestro taiwanese
- 1977 - Kirsten Clark, ex sciatrice alpina statunitense
- 1977 - Pier Cortese, cantautore e musicista italiano
- 1977 - Márcio Forte, allenatore di calcio a 5 e ex giocatore di calcio a 5 brasiliano
- 1977 - Pascal Gaüzère, arbitro di rugby a 15 francese
- 1977 - Andruw Jones, giocatore di baseball olandese
- 1977 - Sergey Kutsov, ex calciatore kirghiso
- 1977 - Lee Young-pyo, ex calciatore sudcoreano
- 1977 - Daniel McBreen, calciatore e allenatore di calcio australiano
- 1977 - Lesli Myrthil, ex cestista svedese
- 1977 - John Oliver, comico e attore britannico
- 1977 - Kal Penn, attore statunitense
- 1977 - Bram Schmitz, ex ciclista su strada e ciclocrossista olandese
- 1977 - Tamara Schädler, ex sciatrice alpina liechtensteinese
- 1977 - Donatas Slanina, ex cestista, allenatore di pallacanestro e dirigente sportivo lituano
- 1977 - Cristian Zenoni, allenatore di calcio e ex calciatore italiano
- 1977 - Damiano Zenoni, allenatore di calcio e ex calciatore italiano
- 1978 - Gezahegne Abera, maratoneta etiope
- 1978 - Koffi Amponsah, ex calciatore ghanese
- 1978 - Ian Brennan, produttore televisivo e attore statunitense
- 1978 - Antônio Géder, ex calciatore brasiliano
- 1978 - Marcel Mbayo, ex calciatore congolese (Repubblica Democratica del Congo)
- 1978 - Papy Lukata, ex calciatore della Repubblica Democratica del Congo
- 1978 - Brian Mullan, ex calciatore statunitense
- 1978 - Saori Obata, ex tennista giapponese
- 1978 - Leo Pari, cantautore, musicista e produttore discografico italiano
- 1978 - Inti Podestá, ex calciatore uruguaiano
- 1979 - Pavel Abramov, ex pallavolista russo
- 1979 - Alex Bannister, ex giocatore di football americano statunitense
- 1979 - François Gonon, orientista francese
- 1979 - Barry Hawkins, giocatore di snooker inglese
- 1979 - Jaime King, attrice e modella statunitense
- 1979 - Brad Kroenig, supermodello statunitense
- 1979 - Joanna Krupa, modella e attrice polacca
- 1979 - Samppa Lajunen, ex combinatista nordico finlandese
- 1979 - Carlo Mamo, ex calciatore maltese
- 1979 - Nicolas Portal, ciclista su strada e dirigente sportivo francese († 2020)
- 1979 - Luis Ignacio Quinteros, ex calciatore cileno
- 1979 - Ryan Sinn, bassista statunitense
- 1979 - Lauri Ylönen, cantautore finlandese
- 1979 - Zhou Suhong, ex pallavolista cinese
- 1980 - Ričardas Beniušis, calciatore lituano
- 1980 - Taio Cruz, cantante britannico
- 1980 - Šarip Delimkhanov, generale russo
- 1980 - Paulina Gálvez, modella colombiana
- 1980 - Antonio Guayre, ex calciatore spagnolo
- 1980 - Martín Leiva, cestista argentino
- 1980 - Ivan Opačak, ex cestista bosniaco
- 1980 - Bobby Pacquiao, politico, ex pugile e cestista filippino
- 1980 - Donatas Zavackas, dirigente sportivo e ex cestista lituano
- 1980 - Marjorie de Sousa, attrice venezuelana
- 1981 - Seka Aleksić, cantante serba
- 1981 - Davide Drascek, ex calciatore italiano
- 1981 - Bilal Erdoğan, imprenditore e politico turco
- 1981 - Sean Henn, giocatore di baseball statunitense
- 1981 - Iriney, ex calciatore brasiliano
- 1981 - Javad Kazemian, ex calciatore iraniano
- 1981 - Valmiro Lopes Rocha, ex calciatore spagnolo
- 1981 - Petr Macek, scrittore, giornalista e sceneggiatore ceco
- 1981 - Chris Sharma, arrampicatore statunitense
- 1981 - Mickaël Tacalfred, calciatore francese
- 1981 - Gemma Whelan, attrice e comica britannica
- 1981 - Murat Ünalmış, attore turco
- 1982 - Geōrgios Amparīs, ex calciatore greco
- 1982 - Maxime Beaumont, canoista francese
- 1982 - Kyle Beckerman, ex calciatore statunitense
- 1982 - Jerry Johnson, ex cestista statunitense
- 1982 - Birger Madsen, ex calciatore norvegese
- 1982 - Lars Nordberg, pallamanista e ex calciatore norvegese
- 1982 - Giulia Perelli, ex calciatrice italiana
- 1982 - Phan Văn Tài Em, calciatore vietnamita
- 1982 - Rhys Thomas, rugbista a 15 gallese
- 1982 - Andy Webster, ex calciatore scozzese
- 1982 - Jorge Henrique de Souza, calciatore brasiliano
- 1983 - Leon Andreasen, ex calciatore danese
- 1983 - Yves Bitséki, calciatore gabonese
- 1983 - Alex Bogomolov Jr., allenatore di tennis e ex tennista russo
- 1983 - Patrick Brice, regista, sceneggiatore e attore statunitense
- 1983 - Kobe Fernandez, ex cestista venezuelano
- 1983 - Daniela Hantuchová, commentatore televisivo e ex tennista slovacca
- 1983 - Aaron Hill, attore statunitense
- 1983 - Jung Soon-ok, lunghista sudcoreana
- 1983 - Julien Mahé, allenatore di pallacanestro francese
- 1983 - Marta Mangué, pallamanista spagnola
- 1983 - Eduardo Pincelli, calciatore brasiliano
- 1983 - Shalana Santana, attrice brasiliana
- 1983 - César Soriano, ex calciatore spagnolo
- 1983 - Gerhardus Zandberg, ex nuotatore sudafricano
- 1984 - Adnan Al Hafez, ex calciatore siriano
- 1984 - Matteo Baiocco, pilota motociclistico italiano
- 1984 - Daniel Bamberg, ex calciatore brasiliano
- 1984 - Karla Colón, pallavolista portoricana
- 1984 - Ross Ford, ex rugbista a 15 britannico
- 1984 - Eliza G, cantautrice italiana
- 1984 - Jacques Haeko, calciatore francese
- 1984 - Lela Javakhishvili, scacchista georgiana
- 1984 - Jung Jo-gook, ex calciatore sudcoreano
- 1984 - Aleksandra Kostenjuk, scacchista russa
- 1984 - Vladimir Lebedev, sciatore freestyle russo
- 1984 - Jasna Majstorović, pallavolista serba
- 1984 - Enrico Malacarne, hockeista su ghiaccio italiano
- 1984 - Jan P. Matuszyński, regista polacco
- 1984 - Moose, wrestler e ex giocatore di football americano statunitense
- 1984 - Jesse Lee Soffer, attore statunitense
- 1984 - Kevin Tancharoen, ballerino, coreografo e regista statunitense
- 1984 - Isobel Waller-Bridge, compositrice inglese
- 1984 - Akira Watanabe, sportivo giapponese
- 1984 - Fumihisa Yumoto, ex saltatore con gli sci giapponese
- 1985 - Gastón Bojanich, calciatore argentino
- 1985 - Warren Carter, ex cestista statunitense
- 1985 - Marianne Cruz, modella dominicana
- 1985 - Fie Udby Erichsen, canottiera danese
- 1985 - Thibaut Fauconnet, pattinatore di short track francese
- 1985 - Sebastian Freis, ex calciatore tedesco
- 1985 - Jānis Gailītis, allenatore di pallacanestro e ex cestista lettone
- 1985 - Jurgita Jurkutė, modella e attrice lituana
- 1985 - Tina Kay, ex attrice pornografica lituana
- 1985 - Kun Kan Chong, ex calciatore macaense
- 1985 - Tony Martin, ex ciclista su strada e ex pistard tedesco
- 1985 - Hirofumi Moriyasu, ex calciatore giapponese
- 1985 - Travis Shelton, giocatore di football americano statunitense
- 1985 - Ousmane Sidibé, ex calciatore guineano
- 1985 - Rachel Skarsten, attrice canadese
- 1985 - Carlos Emanuel Soares Tavares, ex calciatore portoghese
- 1986 - Tony Cabaça, calciatore angolano
- 1986 - Ramón Cardozo, ex calciatore paraguaiano
- 1986 - Piotr Ćwielong, calciatore polacco
- 1986 - Valeri Domovčijski, calciatore bulgaro
- 1986 - Sindou Dosso, ex calciatore ivoriano
- 1986 - Jessie Godderz, wrestler statunitense
- 1986 - Mor Karbasi, cantautrice israeliana
- 1986 - Sven Kramer, ex pattinatore di velocità su ghiaccio olandese
- 1986 - Ritus Krjauklis, ex calciatore lettone
- 1986 - Nikola Milanković, calciatore serbo
- 1986 - Alysia Montaño, mezzofondista statunitense
- 1986 - Laura Mvula, cantautrice britannica
- 1986 - Alen Pajenk, pallavolista sloveno
- 1986 - Anton Ponkrašov, cestista russo
- 1986 - Aleksej Rebko, ex calciatore russo
- 1986 - Aida Šanaeva, schermitrice russa
- 1986 - Eduardo Schwank, allenatore di tennis e ex tennista argentino
- 1986 - Jessica Stam, supermodella canadese
- 1986 - Ieti Taulealo, calciatore samoano americano
- 1986 - Cirkut, produttore discografico e compositore canadese
- 1987 - Paolo Alborghetti, pallavolista italiano
- 1987 - Michael Arroyo, calciatore ecuadoriano
- 1987 - Sarah Bernstein, scrittrice canadese
- 1987 - Daniel Bocanegra, calciatore colombiano
- 1987 - Mirko Boland, calciatore tedesco
- 1987 - John Boye, ex calciatore ghanese
- 1987 - José Carballo, ex calciatore nicaraguense
- 1987 - Giorgia Cardinaletti, giornalista e conduttrice televisiva italiana
- 1987 - Lorenzo De Luca, cavaliere italiano
- 1987 - Dijak, wrestler statunitense
- 1987 - Emily Fox, ex cestista statunitense
- 1987 - Tom Heinemann, allenatore di calcio e ex calciatore statunitense
- 1987 - Boaz Mauda, cantante israeliano
- 1987 - Mākii, cantautrice e attrice giapponese
- 1987 - Nick Oudendag, ex cestista olandese
- 1987 - Sammir, ex calciatore brasiliano
- 1987 - Rick Schofield, hockeista su ghiaccio canadese
- 1987 - Timon Seubert, ex ciclista su strada tedesco
- 1987 - Jorge Santos Silva, calciatore brasiliano
- 1987 - Monika Springl, ex sciatrice alpina tedesca
- 1987 - Shaqir Stafa, ex calciatore albanese
- 1987 - Michael Waldron, sceneggiatore e produttore televisivo statunitense
- 1988 - Arbër Agalliu, giornalista albanese
- 1988 - Victor Anichebe, ex calciatore nigeriano
- 1988 - Jazzu, cantante e attrice lituana
- 1988 - Alistair Brownlee, triatleta britannico
- 1988 - Justin Brownlee, cestista statunitense
- 1988 - Prince Buaben, ex calciatore ghanese
- 1988 - Molly Burnett, attrice e cantante statunitense
- 1988 - Bassirou Compaoré, calciatore burkinabé
- 1988 - Leslie Copeland, ex giavellottista figiano
- 1988 - Steph Houghton, ex calciatrice inglese
- 1988 - Roald van Hout, ex calciatore olandese
- 1988 - Stefanie Moser, ex sciatrice alpina austriaca
- 1988 - Marco Palvetti, attore italiano
- 1988 - David Pocock, ex rugbista a 15, attivista e politico zimbabwese
- 1988 - Carla Quevedo, attrice argentina
- 1988 - Mouhanad el-Sabagh, cestista egiziano
- 1988 - Hairul Azreen, attore malaysiano
- 1989 - Abdulaziz Al-Muqbali, calciatore omanita
- 1989 - Anastasija Baranova, attrice e modella russa
- 1989 - Sergio Bubas, calciatore argentino
- 1989 - Kimberly Buys, ex nuotatrice belga
- 1989 - Yin Chang, attrice statunitense
- 1989 - Martin Chudý, calciatore slovacco
- 1989 - Alex Fava, schermidore francese
- 1989 - Huang Hongpin, ex cestista cinese
- 1989 - Adil' Ibragimov, ex calciatore russo
- 1989 - Judit Jakab, ex cestista ungherese
- 1989 - François Letexier, arbitro di calcio francese
- 1989 - Martin Macík Jr., pilota di rally ceco
- 1989 - Derek Sherrod, giocatore di football americano statunitense
- 1989 - Andraž Struna, ex calciatore sloveno
- 1989 - Nicole Vaidišová, ex tennista ceca
- 1990 - Shawn Barry, ex calciatore statunitense
- 1990 - Eimantas Bendžius, cestista lituano
- 1990 - Alex Dunbar, rugbista a 15 britannico
- 1990 - Rui Fonte, ex calciatore portoghese
- 1990 - Cristiana Girelli, calciatrice italiana
- 1990 - Alexander Granzow, attore tedesco
- 1990 - Winston Guy, giocatore di football americano statunitense
- 1990 - Sofia Jakobsson, calciatrice svedese
- 1990 - Mathias Jørgensen, calciatore danese
- 1990 - Dev Patel, attore britannico
- 1990 - Liene Priede, ex cestista lettone
- 1990 - Hans Salinas, calciatore cileno
- 1990 - Callum Smith, pugile britannico
- 1990 - Matthew Underwood, attore statunitense
- 1990 - Þórarinn Ingi Valdimarsson, calciatore islandese
- 1990 - Ricardo Villarraga, ex calciatore colombiano
- 1990 - Aaron Williams, ex giocatore di football americano statunitense
- 1990 - Stefanie Yderström, ex cestista svedese
- 1990 - Maxat Yerezhepov, lottatore kazako
- 1990 - Eliandro, calciatore brasiliano
- 1991 - Simge Aköz, pallavolista turca
- 1991 - Pele van Anholt, calciatore olandese
- 1991 - Britt Baker, wrestler statunitense
- 1991 - Nathan Baker, ex calciatore inglese
- 1991 - Bernardo Campos, ex calciatore cileno
- 1991 - Pedro Camilo Franco, calciatore colombiano
- 1991 - Julio José González, calciatore messicano
- 1991 - Kyle Juszczyk, giocatore di football americano statunitense
- 1991 - Nevin Lawson, giocatore di football americano giamaicano
- 1991 - Emma Lennartsson, calciatrice svedese
- 1991 - Ambra Lo Faro, attrice e cantante italiana
- 1991 - Jean Rondeau, clavicembalista francese
- 1991 - Jordan Smith, calciatore costaricano
- 1991 - Nemanja Todorović, cestista serbo
- 1991 - Marlon Wessel, attore tedesco
- 1992 - Eren Albayrak, calciatore turco
- 1992 - Zelim Bakaev, cantante russo († 2017)
- 1992 - Dominik Baldauf, fondista austriaco
- 1992 - Dumitru Celeadnic, calciatore moldavo
- 1992 - OG Maco, rapper statunitense († 2024)
- 1992 - Arie Kouandjio, ex giocatore di football americano camerunese
- 1992 - Kristine Kujath Thorp, attrice norvegese
- 1992 - Sean Mannion, allenatore di football americano e ex giocatore di football americano statunitense
- 1992 - Elektra Lopez, wrestler statunitense
- 1993 - Washington Aguerre, calciatore uruguaiano
- 1993 - Ruben Aguilar, calciatore francese
- 1993 - Marika Bianchini, pallavolista italiana
- 1993 - Ilaria Bombelli, ginnasta italiana
- 1993 - Alexy Bosetti, calciatore francese
- 1993 - Gino Bosz, calciatore olandese
- 1993 - Massimiliano Busellato, calciatore italiano
- 1993 - Isaac Carcelén, calciatore spagnolo
- 1993 - Jeff Driskel, giocatore di football americano statunitense
- 1993 - Šimon Falta, calciatore ceco
- 1993 - Gauthier Gallon, calciatore francese
- 1993 - Edoardo Giordan, schermidore italiano
- 1993 - Ziggy Gordon, calciatore scozzese
- 1993 - Yūsuke Gotō, calciatore giapponese
- 1993 - Kim Dong-wook, pattinatore di short track sudcoreano
- 1993 - Brooke Palsson, attrice canadese
- 1993 - Alessia Pezone, nuotatrice artistica italiana
- 1993 - Giovanni Severini, cestista italiano
- 1993 - Vladimir Silađi, calciatore serbo
- 1993 - Michael Sullmann, hockeista su ghiaccio italiano
- 1993 - Maksim Šuvalov, hockeista su ghiaccio russo († 2011)
- 1993 - Alessandro Tonucci, pilota motociclistico italiano
- 1993 - Wang Qiang, fondista cinese
- 1994 - Ihlas Bebou, calciatore togolese
- 1994 - Giulia De Nardi, pallavolista italiana
- 1994 - Alberto Díaz, cestista spagnolo
- 1994 - Jozef Gjura, attore albanese
- 1994 - Meike Kämper, calciatrice tedesca
- 1994 - Valmir Nafiu, calciatore macedone
- 1994 - Patrick Olsen, calciatore danese
- 1994 - Tatyana Omelçenko, lottatrice ucraina
- 1994 - Song Kang, attore sudcoreano
- 1994 - Vic Carmen Sonne, attrice danese
- 1994 - Lee Stecklein, hockeista su ghiaccio statunitense
- 1995 - Estelle Alphand, sciatrice alpina francese
- 1995 - ReTo, rapper polacco
- 1995 - Eduar Caicedo, calciatore colombiano
- 1995 - Sam Corlett, attore australiano
- 1995 - Elena Fietta, cestista italiana
- 1995 - Gigi Hadid, supermodella statunitense
- 1995 - Assitan Koné, cestista francese
- 1995 - Isabel Mattuzzi, siepista e mezzofondista italiana
- 1995 - Callum O'Dowda, calciatore irlandese
- 1995 - Shakima Wimbley, velocista statunitense
- 1995 - Jamie Hayter, wrestler britannica
- 1995 - Velizar Černokožev, pallavolista bulgaro
- 1996 - Fawaz Al-Sqoor, calciatore saudita
- 1996 - Matthieu Bailet, sciatore alpino francese
- 1996 - Andrij Borjačuk, calciatore ucraino
- 1996 - Carolina Meligeni Alves, tennista brasiliana
- 1996 - Richard Celis, calciatore venezuelano
- 1996 - Turgay Gemicibaşi, calciatore turco
- 1996 - Álex Márquez, pilota motociclistico spagnolo
- 1996 - Simone Palombi, calciatore italiano
- 1996 - Paula Ramírez, nuotatrice artistica spagnola
- 1996 - Charlie Rowe, attore britannico
- 1996 - Aleksandr Trošečkin, calciatore russo
- 1996 - Aleksandr Vlasov, ciclista su strada russo
- 1996 - Woo Sang-hyeok, altista sudcoreano
- 1996 - Artiom Zabun, calciatore moldavo
- 1996 - Zohar Zarwan, calciatore singalese
- 1997 - Bobur Abduholiqov, calciatore uzbeko
- 1997 - Pablo Álvarez García, calciatore spagnolo
- 1997 - Tobi Amusan, ostacolista e velocista nigeriana
- 1997 - Zachary Apple, nuotatore statunitense
- 1997 - Océane Avocat Gros, saltatrice con gli sci francese
- 1997 - Nejc Barič, cestista sloveno
- 1997 - Efe Beşok, cestista turco
- 1997 - Myer Bevan, calciatore neozelandese
- 1997 - Maddison Brown, attrice e modella australiana
- 1997 - Jack Carlin, pistard britannico
- 1997 - Ortwin De Wolf, calciatore belga
- 1997 - Alex Ferris, attore canadese
- 1997 - Jordy Gaspar, calciatore francese
- 1997 - Nico Herzog, tuffatore tedesco
- 1997 - Alexis Jandard, tuffatore francese
- 1997 - Stanislav Kovalenko, velocista ucraino
- 1997 - Neftali Manzambi, calciatore angolano
- 1997 - Álex Mazaira, cestista spagnolo
- 1997 - Peng Cheng, pattinatrice artistica su ghiaccio cinese
- 1997 - Jordan Sierra, calciatore ecuadoriano
- 1997 - Vlatko Stojanovski, calciatore macedone
- 1997 - Ivan Tkačenko, cestista ucraino
- 1998 - Bella Alarie, ex cestista statunitense
- 1998 - Harrison Bryant, giocatore di football americano statunitense
- 1998 - Brian Burns, giocatore di football americano statunitense
- 1998 - Damian Domagała, pallavolista polacco
- 1998 - Chivas, rapper e cantante polacco
- 1998 - Olga Haenke, attrice, ballerina e modella boliviana
- 1998 - Taofiq Jibril, calciatore nigeriano
- 1998 - Willow Johnson, pallavolista statunitense
- 1998 - Jean Jules, calciatore camerunese
- 1998 - Mohamed Kendaoui, canoista tunisino
- 1998 - Irene Lotti, calciatrice italiana
- 1998 - Selma Sól Magnúsdóttir, calciatrice islandese
- 1998 - Giada Morucci, calciatrice italiana
- 1998 - Emiliano Mozzone, calciatore uruguaiano
- 1998 - Bruno Paz, calciatore portoghese
- 1998 - Aynsley Pears, calciatore inglese
- 1998 - Taylah Robertson, pugile australiana
- 1998 - Valeria Santos, pallavolista portoricana
- 1998 - Marcelo Saracchi, calciatore uruguaiano
- 1998 - Brandon Schuster, nuotatore samoano
- 1998 - Juliana Suter, ex sciatrice alpina svizzera
- 1998 - Vuk Todorović, pallavolista serbo
- 1998 - Cole Van Lanen, giocatore di football americano statunitense
- 1998 - Ondrej Vrábel, calciatore slovacco
- 1998 - Jack Walton, calciatore inglese
- 1998 - Arbenit Xhemajli, calciatore svizzero
- 1999 - Troy Andersen, giocatore di football americano statunitense
- 1999 - Liam Cullen, calciatore gallese
- 1999 - Majja Doroško, sincronetta russa
- 1999 - Matías Faber, calciatore uruguaiano
- 1999 - Peyton Hendershot, giocatore di football americano statunitense
- 1999 - Elias Huber, snowboarder tedesco
- 1999 - Sergo K'ukhianidze, calciatore georgiano
- 1999 - Laufey, cantautrice e musicista islandese
- 1999 - Adam Namouchi, artista marziale tunisino
- 1999 - Goni Naor, calciatore israeliano
- 1999 - Luca Ranieri, calciatore italiano
- 1999 - Carlos Vicente Robles, calciatore spagnolo
- 1999 - Benjamin Straight, giocatore di football americano austriaco
- 2000 - Preslav Borukov, calciatore bulgaro
- 2000 - Chloe Kim, snowboarder statunitense
- 2000 - Oscar Lombardot, biatleta francese
- 2000 - Warmed Omari, calciatore francese
- 2000 - Franco Romero, calciatore argentino

## XXI secolo(42)
- 2001 - Ibrahim Adel, calciatore egiziano
- 2001 - Pedro Bicalho, calciatore brasiliano
- 2001 - Catalina Coll, calciatrice spagnola
- 2001 - Cleo Demetriou, attrice britannica
- 2001 - Nathan Harriel, calciatore statunitense
- 2001 - Junior H, cantante messicano
- 2001 - Lee Yu-bin, pattinatrice di short track sudcoreana
- 2001 - Dardan Shabanhaxhaj, calciatore austriaco
- 2001 - Gastón Verón, calciatore argentino
- 2001 - Ricardinho Viana, calciatore brasiliano
- 2001 - Vitinho, calciatore brasiliano
- 2002 - Sacha Delaye, calciatore francese
- 2002 - Megan Keith, mezzofondista e ex orientista britannica
- 2002 - Yannick Leliendal, calciatore surinamese
- 2002 - David Møller Wolfe, calciatore norvegese
- 2002 - Olakunle Olusegun, calciatore nigeriano
- 2002 - Tim Prica, calciatore svedese
- 2002 - Kike Salas, calciatore spagnolo
- 2002 - Peter Stroud, calciatore statunitense
- 2002 - Lucas Ugolin, cestista francese
- 2002 - Phillip Wheeler, cestista statunitense
- 2003 - Nina Drobnič, sciatrice alpina slovena
- 2003 - Daniil Kuznecov, calciatore russo
- 2003 - Elias Olsson, calciatore svedese
- 2003 - Mathyas Randriamamy, calciatore malgascio
- 2003 - Metinho, calciatore brasiliano
- 2004 - Teagan Croft, attrice australiana
- 2004 - Mateusão, calciatore brasiliano
- 2004 - Liu Mengting, sciatrice freestyle cinese
- 2004 - Diogo Moreira, pilota motociclistico brasiliano
- 2004 - Joshua Rawlins, calciatore australiano
- 2004 - Gustavo Ribeiro Neves, calciatore brasiliano
- 2004 - Fred Richard, ginnasta statunitense
- 2004 - Anastasija Soboljeva, tennista ucraina
- 2004 - Luca Spiegel, pistard tedesco
- 2004 - Wang Xiaoyou, sincronetta cinese
- 2004 - Wejdene, cantante francese
- 2004 - Zhang Xiaoyou, nuotatrice artistica cinese
- 2006 - Jon Martín, calciatore spagnolo
- 2006 - Sergiu Perciun, calciatore moldavo
- 2012 - Alan Kim, attore statunitense
- 2018 - Louis di Galles, principe britannico

## Senza anno specificato(1)
- Gerardo di Csanád, vescovo e santo italiano († 1046)